# Deebs Magazine
Deebs é uma revista angolana fundada com o objetivo de oferecer uma visão abrangente sobre a cultura, o cotidiano e temas relacionados ao universo dos negócios e do empreendedorismo.

## História
Fundada em 7 de dezembro de 2023 pelo empresário Alexandre Réis, o seu foco principal está em abordar os principais acontecimentos em Angola, com destaque para os empresários e as inovações que moldam o cenário econômico do país. Embora a publicação trate também de temas culturais, sociais e políticos, sua identidade se construiu em torno de uma cobertura aprofundada sobre o mundo corporativo e as histórias de sucesso de líderes empresariais angolanos.
Lançada com a intenção de preencher uma lacuna informativa, a Deebs busca não apenas informar, mas também inspirar novas gerações de empreendedores e profissionais a seguir exemplos de resiliência e inovação. A revista traz entrevistas exclusivas com empresários e políticos, artigos sobre estratégias de negócios, análises de mercado e tendências que impactam os setores econômicos mais relevantes de Angola.
Além do foco empresarial, a Deebs se propõe a ser uma plataforma de discussão sobre os desafios e as oportunidades no cenário de negócios do país, promovendo um ambiente de troca de ideias que contribui para o desenvolvimento e a modernização do setor privado angolano. Nesse contexto, a publicação também apoia iniciativas que visam fortalecer o empreendedorismo e a sustentabilidade no país como a visita do Presidente norte-americano Joe Biden pela primeira vez no continente Africano em território angolano para tratar dos investimentos do corredor do Lobito com o Presidente angolano João Lourenço.
Com uma linha editorial voltada para profissionais, executivos e líderes empresariais, a Deebs também se destaca por sua abordagem de temas culturais, buscando integrar o universo empresarial à rica diversidade cultural de Angola. A revista é distribuída em formato impresso e digital, alcançando um público cada vez mais amplo, tanto em Angola quanto em outros países de língua portuguesa.